# 盔黃魴鮄
盔黃魴鮄，為輻鰭魚綱鮋形目牛尾魚亞目黃魴鮄科的其中一種，分布於東太平洋區，從尼加拉瓜至加拉巴哥群島海域，棲息深度305-486公尺，體長可達15.2公分，為深海底棲性魚類，屬肉食性，以底棲性無脊椎動物及蠕蟲為食。

## 擴展閱讀
維基物種上的相關：盔黃魴鮄